# Campeonato Mundial de Remo de 2003
El XXXIII Campeonato Mundial de Remo se celebró en Milán (Italia) entre el 25 de agosto y el 1 de septiembre de 2003 bajo la organización de la Federación Internacional de Sociedades de Remo (FISA) y la Federación Italiana de Remo.
Las competiciones se realizaron en el canal Idroscalo, ubicado al este de la capital lombarda.

## Medallistas

### Masculino
| Evento                         | Oro | Plata | Bronce |
| ------------------------------ | --- | --- | --- |
| Scull individual M1X           | Olaf Tufte · Noruega · 6:46,15 | Marcel Hacker · Alemania · 6:47,47 | Iztok Čop Eslovenia 6:48,31 |
| Doble scull M2X                | Sébastien Vieilledent Adrien Hardy Francia 6:13,93 | Rossano Galtarossa · Alessio Sartori · Italia · 6:15,65 | Milan Doleček · Ondřej Synek · República Checa · 6:16,59 |
| Cuatro scull M4X               | André Willms · Stephan Volkert · Marco Geisler · Robert Sens · Alemania · 6:12,26                                                                                            | David Kopřiva · Petr Vitásek · Jakub Hanák · David Jirka · República Checa · 6:15,59                                                                                 | Adam Bronikowski · Marek Kolbowicz · Sławomir Kruszkowski · Adam Korol · Polonia · 6:18,80                                                                               |
| Dos sin timonel M2-            | Drew Ginn James Tomkins Australia 6:19,31 | Siniša Skelin · Nikša Skelin · Croacia · 6:20,79 | Ramon di Clemente Donovan Cech Sudáfrica 6:21,69 |
| Dos con timonel M2+            | Matt Rich Daniel Beery Andrew Kelly (t) Estados Unidos 7:10,11 | Luke Pougnault Jonathan Fievez Marc Douez (t) Australia 7:13,13 | Kevin Burt · Geoff Hodgson · Brian Price (t) · Canadá · 7:20,23 |
| Cuatro sin timonel M4-         | Cameron Baerg · Thomas Herschmiller · Jacob Wetzel · Barney Williams · Canadá · 5:52,91                                                                                      | Stephen Williams Joshua West Toby Garbett Richard Dunn Reino Unido 5:53,54                                                                                           | Sebastian Thormann · Paul Dienstbach · Philipp Stüer · Bernd Heidicker · Alemania · 5:55,13                                                                              |
| Cuatro con timonel M4+         | Brian McDonough Matt Deakin Jason Flickinger Lucas McGee Marcus McElhenney (t) Estados Unidos 6:04,48                                                                        | James Livingston Richard Egington Kieran West Thomas Stallard Peter Rudge (t) Reino Unido 6:05,82                                                                    | Arne Landgraf · Matthias Flach · Jan-Martin Bröer · Klaus Rogge · Stefan Lier (t) · Alemania · 6:08,90                                                                   |
| Ocho con timonel M8+           | Joseph Stankevicius · Kevin Light · Benjamin Rutledge · Kyle Hamilton · David Calder · Andrew Hoskins · Adam Kreek · Jeffrey Powell · Brian Price (t) · Canadá · 6:00,44     | Ryan Torgerson Jonathan Watling Michael Wherley Wolfgang Moser Bryan Volpenhein Jeffrey Klepacki Joseph Hansen Jason Read Peter Cipollone (t) Estados Unidos 6:01,46 | Alexander Partridge Dan Ouseley Jonathan Devlin Andrew Triggs Hodge Edward Coode Phil Simmons Robin Bourne-Taylor Thomas James Christian Cormack (t) Reino Unido 6:03,45 |
| Scull individual ligero LM1X   | Stefano Basalini · Italia · 6:59,65 | Thomas Kay Reino Unido 7:02,12 | Peter Ording · Alemania · 7:05,36 |
| Doble scull ligero LM2X        | Elia Luini · Leonardo Pettinari · Italia · 6:30,60 | Tomasz Kucharski · Robert Sycz · Polonia · 6:33,12 | Sam Lynch Gearoid Towey Irlanda 6:35,90 |
| Cuatro scull ligero LM4X       | Emanuele Federici · Daniele Gilardoni · Luca Moncada · Filippo Mannucci · Italia · 6:07,10                                                                                   | Deon Birtwistle Michael McBryde Shane Broad Samuel Beltz Australia 6:09,36                                                                                           | Jörg Lehnigk · Matthias Schömann-Finck · Nils Ipsen · Jens Wittwer · Alemania · 6:10,84                                                                                  |
| Dos sin timonel ligero LM2-    | Bo Helleberg Mads Andersen Dinamarca 6:35,73 | Frank Mager · Christian Gerlach · Alemania · 6:37,36 | Simon Carcagno Michael Altman Estados Unidos 6:41,05 |
| Cuatro sin timonel ligero LM4- | Thor Kristensen Thomas Ebert Stephan Mølvig Eskild Ebbesen Dinamarca 6:10,46                                                                                                 | Gerard van der Linden · Ivo Snijders · Karel Dormans · Joeri de Groot · Países Bajos · 6:12,24                                                                       | Lorenzo Bertini · Catello Amarante · Salvatore Amitrano · Bruno Mascarenhas · Italia · 6:13,04                                                                           |
| Ocho con timonel ligero LM8+   | Bastian Seibt · Martin Raeder · Joachim Drews · Martin Hasse · Carsten Borchardt · Birger Schmidt · Matthias Hobein · Christian Dahlke · Olaf Kaska (t) · Alemania · 5:41,43 | Thomas Paradiso Eric Feins Patrick Todd Andrew Bolton William Fedyna John Wall Angus Maclaurin John Wachter Joseph Finelli (t) Estados Unidos 5:43,95                | Vincent Faucheux Fabien Dagada Rémi Le Flohic Damien Margat Alexis Saïtta Franck Bussière Nicolas Planque Jérôme Bandiera Nicolas Majerus (t) Francia 5:45,43            |

### Femenino
| Evento                       | Oro | Plata | Bronce |
| ---------------------------- | --- | --- | --- |
| Scull individual W1X         | Rumiana Neikova Bulgaria 7:18,12 | Katrin Rutschow-Stomporowski · Alemania · 7:21,44 | Yekaterina Karsten · Bielorrusia · 7:23,30 |
| Doble scull W2X              | Georgina Evers-Swindell Caroline Evers-Swindell Nueva Zelanda 6:45,79                                                                                                   | Britta Oppelt · Kathrin Boron · Alemania · 6:47,57 | Larisa Merk · Irina Fedotova · Rusia · 6:49,50 |
| Cuatro scull W4X             | Jane Robinson Dana Faletic Kerry Hore Amber Bradley Australia 6:46,52                                                                                                   | Yekaterina Karsten · Yuliya Bichyk · Volha Berazniova · Maryia Varona · Bielorrusia · 6:48,87                                                                                            | Peggy Waleska · Marita Scholz · Manuela Lutze · Kerstin El-Qalqili · Alemania · 6:49,34                                                                                        |
| Dos sin timonel W2-          | Katherine Grainger Catherine Bishop Reino Unido 7:04,88 | Yuliya Bichyk · Natalia Helaj · Bielorrusia · 7:05,89 | Georgeta Damian · Viorica Susanu · Rumania · 7:06,16 |
| Cuatro sin timonel W4-       | Liane Malcos Whitney Webber Caryn Davies Wendy Wilbur Estados Unidos 6:53,08                                                                                            | Sarah Siegelaar · Laura Posthuma · Annemarieke van Rumpt · Helen Tanger · Países Bajos · 6:54,42                                                                                         | Ulrike Stadlmayr · Dana Pyritz · Sandra Goldbach · Manuela Zander · Alemania · 6:56,36                                                                                         |
| Ocho con timonel W8+         | Elke Hipler · Anja Pyritz · Maja Tucholke · Britta Holthaus · Susanne Schmidt · Nicole Zimmermann · Silke Günther · Lenka Wech · Annina Ruppel (t) · Alemania · 6:41,23 | Georgeta Crăciun · Aurica Bărăscu · Liliana Gafencu · Viorica Susanu · Maria Magdalena Irincu · Elisabeta Lipă · Georgeta Damian · Doina Ignat · Elena Georgescu (t) · Rumania · 6:44,63 | Jacqui Cook · Karen Clark · Rachel Dunnet · Andréanne Morin · Darcy Marquardt · Pauline van Roessel · Roslyn McLeod · Buffy-Lynne Williams · Sarah Pape (t) · Canadá · 6:45,53 |
| Scull individual ligero LW1X | Fiona Milne · Canadá · 7:52,87 | Mirna Rajle Brođanac · Croacia · 7:54,59 | Janet Radünzel · Alemania · 7:56,43 |
| Doble scull ligero LW2X      | Marie-Louise Dräger · Claudia Blasberg · Alemania · 7:14,55 | Sally Causby Amber Halliday Australia 7:17,28 | Constanța Burcică · Camelia Mihalcea · Rumania · 7:18,24 |
| Cuatro scull ligero LW4X     | Li Quan Deng Yanping Tan Meiyun Zhou Weijuan China 6:36,43 | Mariel Pikkemaat · Danielle Broekhuizen · Anne van Drumpt · Judith van Os · Países Bajos · 6:40,95                                                                                       | Bronwen Watson Sally Newmarch Marguerite Houston Miranda Bennett Australia 6:42,02                                                                                             |
| Dos sin timonel ligero LW2-  | Alina Scurtu · Mihaela Niga · Rumania · 7:30,26 | Julia Warren Michelle Dollimore Reino Unido 7:32,53 | Elpida Grigoriadu · Anyelikí Gremu · Grecia · 7:34,50 |

## Medallero
| Núm. | País            | Oro | Plata | Bronce | Total |
| ---- | --------------- | --- | ----- | ------ | ----- |
| 1    | Alemania        | 4   | 4     | 7      | 15    |
| 2    | Estados Unidos  | 3   | 2     | 1      | 6     |
| 3    | Italia          | 3   | 1     | 1      | 4     |
| 4    | Canadá          | 3   | 0     | 2      | 5     |
| 5    | Australia       | 2   | 3     | 1      | 6     |
| 6    | Dinamarca       | 2   | 0     | 0      | 2     |
| 7    | Reino Unido     | 1   | 4     | 1      | 6     |
| 8    | Rumania         | 1   | 1     | 2      | 4     |
| 9    | Francia         | 1   | 0     | 1      | 2     |
| 10   | Bulgaria        | 1   | 0     | 0      | 1     |
| 10   | China           | 1   | 0     | 0      | 1     |
| 10   | Noruega         | 1   | 0     | 0      | 1     |
| 10   | Nueva Zelanda   | 1   | 0     | 0      | 1     |
| 14   | Países Bajos    | 0   | 3     | 0      | 3     |
| 15   | Bielorrusia     | 0   | 2     | 1      | 3     |
| 16   | Croacia         | 0   | 2     | 0      | 2     |
| 17   | Polonia         | 0   | 1     | 1      | 2     |
| 17   | República Checa | 0   | 1     | 1      | 2     |
| 19   | Eslovenia       | 0   | 0     | 1      | 1     |
| 19   | Grecia          | 0   | 0     | 1      | 1     |
| 19   | Irlanda         | 0   | 0     | 1      | 1     |
| 19   | Rusia           | 0   | 0     | 1      | 1     |
| 19   | Sudáfrica       | 0   | 0     | 1      | 1     |
|      | TOTAL           | 24  | 24    | 24     | 72    |